# Vibras Tour
El Vibras Tour es la tercera gira musical del cantante colombiano J Balvin en promoción a su álbum Vibras, la cual comenzó el 26 de mayo de 2018 en Ciudad de México y finalizó el 24 de noviembre de 2018 en Buenos Aires

## Repertorio
Este repertorio es el utilizado en el primer concierto de la gira.
1. "Vibras"
2. "Mi Gente"
3. "Machika"
4. "Safari"
5. "Otra Vez"

Acto 1: Interlude la cintura remix
1. "Downtown"
2. "Sorry (Latino Remix)"
3. "Ahora"
4. "Bonita"
5. "Ambiente"
6. "No Es Justo"
7. "Mi Cama (Remix)"

Acto 2: Interlude álbum to you
1. "Quiero Repetir"
2. "Bum Bum Tam Tam"
3. "Soy Peor (Remix)"
4. "Ahora Dice"
5. "Si Tu Novio Te Deja Sola"
6. "Sensualidad"
7. "Ay Vamos"
8. "6 AM"

Acto 3: Interlude final finders kepeers

1. "Peligrosa"
2. "Brillo"
3. "Sigo Extrañándote"
4. "X"
5. "Ginza"

## Conciertos
| Día                      | Ciudad                  | País                    | Recinto                                 | Espectadores            | Recaudación             |
| Norte América - Etapa 1  | Norte América - Etapa 1 | Norte América - Etapa 1 | Norte América - Etapa 1                 | Norte América - Etapa 1 | Norte América - Etapa 1 |
| ------------------------ | ----------------------- | ----------------------- | --------------------------------------- | ----------------------- | ----------------------- |
| 26 de mayo de 2018       | Ciudad de México        | México                  | Arena Ciudad de México                  |                         |                         |
| 27 de mayo de 2018       | Las Vegas               | Estados Unidos          | Mandalay Bay Beach                      |                         |                         |
| 27 de junio de 2018      | Monterrey               | México                  | Parque Fundidora                        |                         |                         |
| Europa - Etapa 2         |                         |                         |                                         |                         |                         |
| 1 de julio de 2018       | Ámsterdam               | Países Bajos            | Amsterdam Arena                         | Festival                | Festival                |
| Sudamérica - Etapa 3     |                         |                         |                                         |                         |                         |
| 26 de julio de 2018      | Antofagasta             | Chile                   | Estadio Sokol                           |                         |                         |
| 28 de julio de 2018      | Santiago                | Chile                   | Movistar Arena                          |                         |                         |
| 29 de julio de 2018      | Concepción              | Chile                   | Gimnasio Municipal de Concepción        |                         |                         |
| 3 de agosto de 2018      | Bogotá                  | Colombia                | Centro de Eventos Autopista Norte       |                         |                         |
| 4 de agosto de 2018      | Medellín                | Colombia                | Estadio Atanasio Girardot               |                         |                         |
| Europa - Etapa 4         |                         |                         |                                         |                         |                         |
| 8 de agosto de 2018      | Odemira                 | Portugal                | Herdade da Casa Blanca                  |                         |                         |
| Asia — Etapa 5           |                         |                         |                                         |                         |                         |
| 18 de agosto de 2018     | Osaka                   | Japón                   | Maishima Sonic Park                     |                         |                         |
| 19 de agosto de 2018     | Chiba                   | Japón                   | Makuhari Messe                          |                         |                         |
| Latinoamérica — Etapa 6  |                         |                         |                                         |                         |                         |
| 30 de agosto de 2018     | Mérida                  | México                  | Coliseo Yucatán                         |                         |                         |
| 31 de agosto de 2018     | Puebla                  | México                  | Acropolis Puebla                        |                         |                         |
| 1 de septiembre de 2018  | Colima                  | México                  | Mega Palenque de la Villa               |                         |                         |
| 2 de septiembre de 2018  | Querétaro               | México                  | Auditorio Josefa Ortiz de Domínguez     |                         |                         |
| 6 de septiemnre de 2018  | Xalapa                  | México                  | Parque Deportivo Colón                  |                         |                         |
| 9 de septiembre de 2018  | Hermosillo              | México                  | Expo Forum                              |                         |                         |
| 15 de septiembre de 2018 | Ciudad de Panamá        | Panamá                  | Centro de Convenciones Amador           |                         |                         |
| Norteamérica — Etapa 7   |                         |                         |                                         |                         |                         |
| 19 de septiembre de 2018 | Fresno                  | Estados Unidos          | Selland Arena                           |                         |                         |
| 20 de septiembre de 2018 | Oakland                 | Estados Unidos          | Oracle Arena                            |                         |                         |
| 21 de septiembre de 2018 | San Diego               | Estados Unidos          | Viejas Arena                            |                         |                         |
| 22 de septiembre de 2018 | Inglewood               | Estados Unidos          | The Forum                               | 23.728 / 23.728         | $1,808,039              |
| 23 de septiembre de 2018 | Inglewood               | Estados Unidos          | The Forum                               | 23.728 / 23.728         | $1,808,039              |
| 26 de septiembre de 2018 | Salt Lake City          | Estados Unidos          | Vivint Smart Home Arena                 |                         |                         |
| 28 de septiembre de 2018 | Las Vegas               | Estados Unidos          | Mandalay Bay Events Center              |                         |                         |
| 29 de septiembre de 2018 | Phoenix                 | Estados Unidos          | Comerica Theatre                        |                         |                         |
| 30 de septiembre de 2018 | El Paso                 | Estados Unidos          | Don Haskins Center                      |                         |                         |
| 3 de octubre de 2018     | Laredo                  | Estados Unidos          | Laredo Energy Arena                     |                         |                         |
| 4 de octubre de 2018     | Sugar Land              | Estados Unidos          | Smart Financial Centre                  |                         |                         |
| 5 de octubre de 2018     | Irving                  | Estados Unidos          | Toyota Music Factory                    |                         |                         |
| 6 de octubre de 2018     | Edinburg                | Estados Unidos          | Bert Ogden Arena                        |                         |                         |
| 7 de octubre de 2018     | San Antonio             | Estados Unidos          | Freeman Coliseum                        |                         |                         |
| 10 de octubre de 2018    | Minneapolis             | Estados Unidos          | The Armory                              |                         |                         |
| 11 de octubre de 2018    | Milwaukee               | Estados Unidos          | Wisconsin Entertainment & Sports Center |                         |                         |
| 12 de octubre de 2018    | Rosemont                | Estados Unidos          | Allstate Arena                          |                         |                         |
| 13 de octubre de 2018    | Kansas City             | Estados Unidos          | Sprint Center                           |                         |                         |
| 14 de octubre de 2018    | Denver                  | Estados Unidos          | Pepsi Center                            | 4.774 / 5.817           | $316,530                |
| 18 de octubre de 2018    | Boston                  | Estados Unidos          | Agganis Arena                           | 4.761 / 5.213           | $350,323                |
| 19 de octubre de 2018    | Reading                 | Estados Unidos          | Santander Arena                         |                         |                         |
| 20 de octubre de 2018    | Brooklyn                | Estados Unidos          | Barclays Center                         |                         |                         |
| 24 de octubre de 2018    | Greensboro              | Estados Unidos          | Greensboro Coliseum                     |                         |                         |
| 25 de octubre de 2018    | Nashville               | Estados Unidos          | Nashville Municipal Auditorium          |                         |                         |
| 26 de octubre de 2018    | Duluth                  | Estados Unidos          | Infinite Energy Arena                   |                         |                         |
| 27 de octubre de 2018    | Tampa                   | Estados Unidos          | Yuengling Center                        | 3.974 / 4.026           | $293,823                |
| 28 de octubre de 2018    | Miami                   | Estados Unidos          | American Airlines Arena                 | 9.217 / 10.089          | $738,518                |
| 8 de noviembre de 2018   | San Diego               | Estados Unidos          | Viejas Arena                            | 5.773 / 6.334           | $453,727                |
| Latinoamérica — Etapa 8  |                         |                         |                                         |                         |                         |
| 2 de noviembre de 2018   | Oranjestad              | Aruba                   | Aruba Island Takeover                   | Festival                | Festival                |
| 17 de noviembre de 2018  | San Miguel              | Perú                    | Explanda Costa Verde                    | Festival                | Festival                |
| 21 de noviembre de 2018  | Córdoba                 | Argentina               | Quality Espacio                         |                         |                         |
| 22 de noviembre de 2018  | Rosario                 | Argentina               | Salón Metropolitano                     |                         |                         |
| 24 de noviembre de 2018  | Buenos Aires            | Argentina               | Luna Park                               |                         |                         |
| 30 de noviembre de 2018  | Encarnación             | Paraguay                | Costanera Encarnación                   |                         |                         |
| 1 de diciembre de 2018   | Asunción                | Paraguay                | Hipódromo de Asunción                   | Festival                | Festival                |
| 6 de diciembre de 2018   | Monterrey               | México                  | Arena Monterrey                         |                         |                         |
| 7 de diciembre de 2018   | Guadalajara             | México                  | Auditorio Telmex                        |                         |                         |
| 22 de diciembre de 2018  | Cap Cana                | República Dominicana    | Electric Paradise Music Festival        | Festival                | Festival                |
| 29 de diciembre de 2018  | Cartagena               | Colombia                | Estadio Olímpico Jaime Morón León       |                         |                         |

## Conciertos cancelados o re-programados
| Día                     | Ciudad    | País    | Recinto                            | Motivo |
| ----------------------- | --------- | ------- | ---------------------------------- | --- |
| 10 de mayo de 2018      | Guayaquil | Ecuador | Coliseo Voltaire Paladines Polo    | Incumplimiento de Contarto |
| 12 de mayo de 2018      | Quito     | Ecuador | Coliseo General Rumiñahui          | Incumplimiento de Contarto |
| 10 de agosto de 2018    | Tenerife  | España  | Estadio José Ramos Tasagaya        | Motivo Desconocido |
| 11 de noviembre de 2017 | La Palma  | España  | Puerto de Tazacorte                | Motivo Desconocido |
| 12 de noviembre de 2017 | Málaga    | España  | Estadio Municipal El Pozuelo       | Motivo Desconocido |
| 13 de noviembre de 2017 | Cádiz     | España  | Estadio Iberoamericano Bahía Sur   | Motivo Desconocido |
| 19 de noviembre de 2017 | Coquimbo  | Chile   | Estadio Francisco Sánchez Rumoroso | Reprogramado al 18 de noviembre de 2018, luego cancelado por razones de fuerza mayor y de común acuerdo con la agencia representante del artista. |

## Recaudación
1. ↑  www.lafm.com.co/entretenimiento/j-balvin-con-su-vibras-tour-prendera-la-fiesta-en-bogota
2. ↑  www.larepublica.co/ocio/j-balvin-llega-hoy-con-su-vibras-tour-al-estadio-atanasio-girardot-de-medellin-2756570
3. ↑  Este concierto forma parte de Summer Sonic.
4. ↑  Este concierto forma parte de Summer Sonic.
5. ↑  Recaudación en Norteamérica:
  - «Billboard Current Boxscore». Archivado desde el original el 15 de enero de 2019. Consultado el 19 de enero de 2019.
  - «Billboard Current Boxscore». Archivado desde el original el 15 de enero de 2019. Consultado el 19 de enero de 2019.
6. ↑  www.oxigeno.fm/2018/j-balvin-llevara-vibras-tour-estados-unidos-199928.html
7. ↑  www.aldiadallas.com/2018/10/06/j-balvin-armo-una-gran-fiesta-con-su-vibras-tour-en-the-pavillion-at-toyota-music-factory/
8. ↑  www.chicagotribune.com/hoy/entretenimiento/ct-hoy-j-balvin-vibras-tour-en-chicago-20181013-photogallery.html

- Datos: Q56063595